# Alberto Calderón
Alberto Pedro Calderón (14. září 1920, Mendoza, Argentina – 16. dubna 1998, Chicago, Illinois, USA) byl argentinský matematik. Zabýval se především parciálními diferenciálními rovnicemi a singulární integrálními operátory. V oblasti singulárních integrálních operátorů, společně se svým školitelem, Antonim Zygmundem, přinesl důležitý výsledek, známý jako Calderónova-Zygmundova lemma. Je nositelem několika vědeckých ocenění, mj. Wolfovy ceny za matematiku za rok 1989.